# 김이듬
김이듬(1969년~)은 대한민국의 시인이다. 2001년에 《욕조 a에서 달리는 욕조 A를 지나》이라는 작품으로 등단했으며, 김춘수시문학상 등을 수상했다.